# Otón VI de Brandeburgo-Salzwedel
Otón VI de Brandeburgo-Salzwedel (apodado Otón el Corto, h. 1255 - Lehnin, 1303) fue un hijo del margrave Otón III y su esposa, Beatriz de Bohemia, y cogobernante de Brandeburgo.
En 1267, su padre murió y Otón le sucedió como margrave, junto con sus hermanos y sus primos.
En 1286, abdicó y se convirtió en un caballero templario. Más tarde, se hizo monje cisterciense.
En 1279, Otón se casó con Eduvigis, la hija del rey Rodolfo I de Alemania.  Este matrimonio no tuvo hijos.